# Långsjön (Resele socken, Ångermanland)
Långsjön är en sjö i Sollefteå kommun i Ångermanland och ingår i Ångermanälvens huvudavrinningsområde. Sjön har en area på 0,304 kvadratkilometer och ligger 320,4 meter över havet. Sjön avvattnas av vattendraget Uman (Juvanån).

## Delavrinningsområde
Långsjön ingår i det delavrinningsområde (704068-157105) som SMHI kallar för Inloppet i Stugusjön. Medelhöjden är 360 meter över havet och ytan är 8,15 kvadratkilometer. Det finns inga avrinningsområden uppströms utan avrinningsområdet är högsta punkten. Uman (Juvanån) som avvattnar avrinningsområdet har biflödesordning 2, vilket innebär att vattnet flödar genom totalt 2 vattendrag innan det når havet efter 167 kilometer. Avrinningsområdet består mestadels av skog (84 procent). Avrinningsområdet har 0,43 kvadratkilometer vattenytor vilket ger det en sjöprocent på 5,2 procent.